# Нигерийско-филиппинские отношения
Нигерийско-филиппинские отношения — двусторонние дипломатические отношения между Нигерией и Филиппинами. Отношения были установлены 1 августа 1962 года.

## История отношений
Отношения между странами были установлены 1 августа 1962 года.
До создания посольства Нигерии на Филиппинах в 1981 году, Нигерийский студенческий союз служил фактическим консульством Нигерии. Филиппины стали местом учёбы для нигерийских студентов ещё в 1960-х годах.
9 марта 1986 года около 100 нигерийских студентов захватили посольство Нигерии в Макати, Столичный регион, чтобы выразить протест против предполагаемой апатии дипломатической миссии к бедственному положению тогдашних 400 нигерийцев, обучающихся в стране. Они протестовали против ограничений на денежные переводы от их семей, наложенных нигерийским правительством.
Ранее Филиппины вводили запрет на размещение своих войск в Нигерии из-за случаев похищения филиппинских моряков в дельте Нигера в период с 2006 по 2009 год, но в 2011 году запрет был снят после того, как Филиппины признали, что проблема мятежа в дельте была должным образом решена.
В 2012 году правительство Нигерии выразило сожаление по поводу плохих торговых отношений с правительством Филиппин. Тем самым призвав обе страны предпринять более активные шаги для дальнейшего укрепления и углубления существующих связей в необходимых областях. Министр иностранных дел Нигерии Виола Онвулири заявила аудитории на втором заседании Нигерийско-Филиппинского совместного комитета, состоявшемся в Абудже, что, несмотря на давние отношения между двумя странами, экономические и торговые отношения были довольно низкими.
В 2015 году правительство Нигерии начало проект поддержки водоснабжения для обеспечения чистой питьевой воды, фильтрации воды и сбора дождевой воды в районах, пострадавших от тайфуна Хайян. Несколько филиппинских компаний переехали в Нигерию в период с 2012 по 2016 год, и некоторые из этих компаний вышли на нигерийский рынок с помощью посольства Нигерии в Маниле, которое способствовало и облегчило инвестиционные возможности.

## Дипломатические миссии
- У Нигерии есть посольство в Макати[8][9]
- У Филиппин есть посольство в Абудже[10] и консульство в Порт-Харкорте[11]